# 保羅·沃特
保罗·大卫·沃特（Paul David Wachter，1956年—）是美国一名商人和投资顾问，他的客户包括阿诺·施瓦辛格、勒布朗·詹姆斯、博诺（U2主唱）、吉米·约文（Beats联合创始人） 和汤姆·华纳（波士顿红袜与利物浦足球俱乐部的主席）。